# Бернарди, Стефано

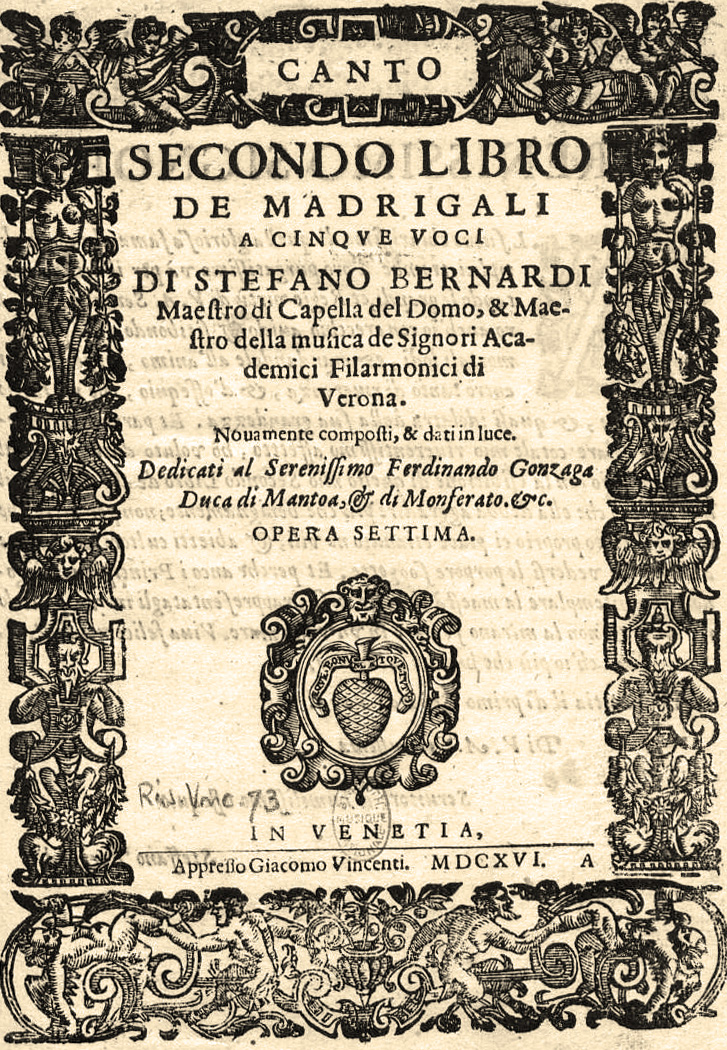
Книга мадригалов. 1616

Стефано Бернарди, известный как «Иль Моретто», (итал. Stefano Bernardi; 1577, Верона — 15 февраля 1637, Верона) — итальянский священник, композитор, певец, капельмейстер, теоретик музыки эпохи позднего Ренессанса и раннего барокко. Доктор обоих прав.

## Биография
Получил образование в Scuola Accolitale. Пел в капелле Кафедрального собора Вероны. В 1603 году упоминается, как певец Веронской филармонической академии.
Получил малый священнический чин. Служил капелланом Веронского собора. С 1607 года — капельмейстер римской церкви Санта-Мария-дей-Монти.
В 1611 году вернулся в Верону, и занял место капельмейстера в соборе Скалигеров. Стал магистром музыки Веронской филармонической академии в 1616 году.
Оставил заметный вклад в музыкальную жизни Вероны. После одиннадцати лет службы в Кафедральном соборе Вероны С. Бернарди в 1622 году стал придворным капельмейстером епископа Бреслау, позже по приглашению Карла Австрийского переехал в Брессаноне.
После смерти Карла был приглашён на службу в качестве капельмейстера у зальцбургского князя-архиепископа Париса фон Лодрона, которую он занимал до 1634 года.
В Зальцбурге Бернарди был рукоположён в сан священника, стал доктором обоих прав.

## Творчество
Духовный композитор. Писал мессы, мотеты, кантаты, многоголосовые оффертории, автор восьми симфоний. Издал целый ряд сборников мадригалов.

## Избранные музыкальные сочинения
Духовная музыка
- Motecta binis, ternis, quaternis et quinis vocibus concinenda (Roma 1610, G. B. Robletti)
- Primo libro di madrigali a tre voci… Opera terza (Roma 1611, B. Zannetti)
- Primo libro di madrigali a cinque voci, novamente composti e dati in luce (Venezia 1611, R. Amadino).
- Psalmi integri quatuor vocibus romanis modulati numeris… Opus quartum (Venezia 1613, G. Vincenti)
- Motetti in cantilena a quattro voci (Venezia 1623)
- Encomia sacra (mottetti a due, tre, quattro, cinque e sei voci (Salzburg 1634, G. Kyrner)
- Missae quinque domini Stephani B. et aliorum quatuor vocum, cum basso continuo ad organum (Anversa 1619, P. Phalèse)
- Concerti Sacri scielti e trasportati dal Secondo e terzo libro de madrigali a cinque voci con il basso per l’organo… dal R.P.F. Gio. Girolamo de' Servi nuovamente composti et dati in luce (Venezia 1621, A. Vincenti)

Светская музыка
- Concerti academici con varie sorte di sinfonie… Libro primo, Opera ottava (Venezia 1615, G. Vincenti)
- Scherzi poetici di diversi autori per le nozze Cossali-Verità (Verona 1619)
- La Badoeride, nove idilli, dedicata a Giorgio Badoer (Verona 1622)

Теоретические работы
- Porta musicale per la quale il principiante con facile brevità all’acquisto delle perfette regole del contrappunto viene introdotto (Verona 1615)